# شريف بوشاش
خطأ لوا في mw.text.lua على السطر 25: bad argument #1 to 'match' (string expected, got nil).
شريف الهاشمي بوشاش لاعب كرة قدم جزائري دولي ولد في 8 مايو 1929 في سكيكدة وتوفي بها في 21 يوليو 1999. كان يلعب كمهاجم.
هو الشقيق الأكبر للاعب الدولي حسين بوشاشي.

## السيرة الكروية

### في النوادي
التحق شريف بوشاشة لأول مرة بناديه التدريبي، شبيبة سكيكدة لمدة 5 سنوات قبل أن يلعب في فرنسا في عدد من أكبر الأندية الفرنسية في ذلك الوقت مثل : أولمبيك ليون ولهافر إيه سي. ثم لبى نداء جبهة التحرير الوطني وانضم إلى فريق جبهة التحرير الوطني.

### في المنتخب الوطني
شارك شريف بوشاشي في عدة مباريات في المنتخب الجزائري. كان أولها مباراة في 4 يوليو 1963 ضد مصر (تعادل 1-1). ولعب مباراته الأخيرة في 22 ديسمبر 1965، ضد الاتحاد السوفيتي الأولمبي (0-1 هزيمة).

## الجوائز
شبيبة سكيكدة
- البطولة الجزائرية د 2 ( 1 ) :
  - بطل : 1966-1967.

## روابط خارجية
- شريف بوشاش على موقع قاعدة بيانات كرة القدم.إي يو (الإنجليزية)
- شريف بوشاش على موقع ناشيونال فوتبول تيمز (الإنجليزية)